# Trioza lanshuensis
Trioza lanshuensis är en insektsart som beskrevs av Yang 1984. Trioza lanshuensis ingår i släktet Trioza och familjen spetsbladloppor. Inga underarter finns listade i Catalogue of Life.